# بيل سويني (لاعب كرة قاعدة أمريكي)
بيل سويني (بالإنجليزية: Bill Sweeney)‏ هو لاعب كرة قاعدة أمريكي، ولد في 1858 في فيلادلفيا في الولايات المتحدة، وتوفي بنفس المكان في 2 أغسطس 1903.

## وصلات خارجية
- بيل سويني (لاعب كرة قاعدة أمريكي) على موقعبيزبول رفرنس.كوم (الدوري الرئيسي) (الإنجليزية)
- بيل سويني (لاعب كرة قاعدة أمريكي) على موقعبيزبول رفرنس.كوم (الدوري الثانوي) (الإنجليزية)